# ウエレン

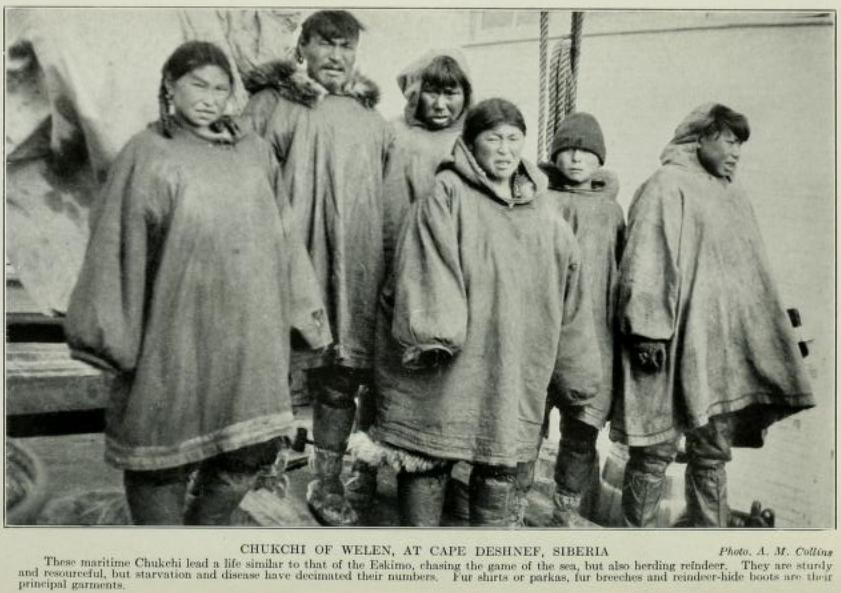
ウエレンの村人たち（1913年）

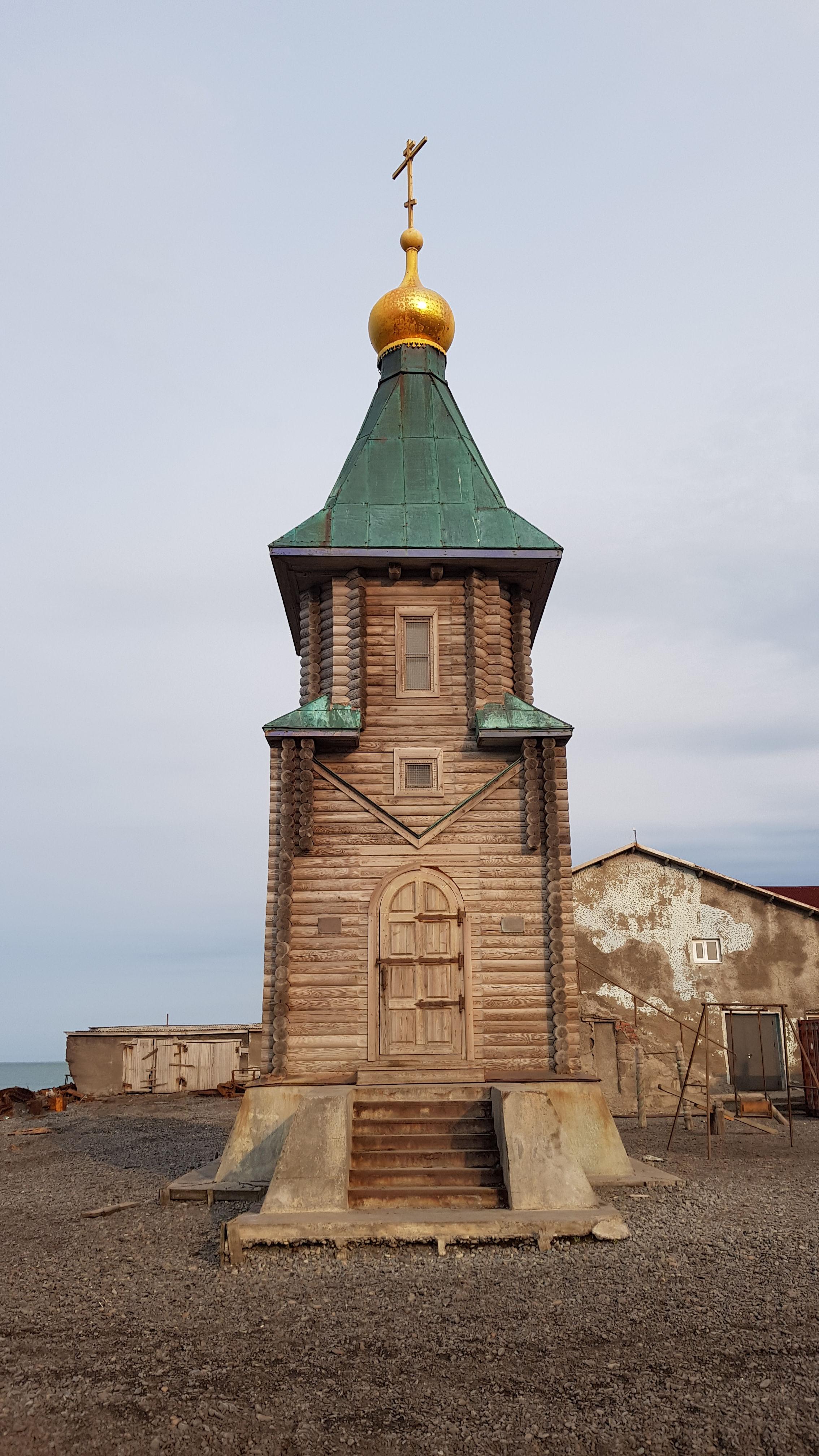
ロシア正教会の教会（2018年8月）

ウエレン（ロシア語: Уэлéн、チュクチ語：Увэлен、シベリア・ユピック語：Улыӄ、ナウカン・ユピック語：Олыӄ、イヌピアック語：Ualeq）は、ロシアのチュクチ自治管区チュコツキー地区にある村（セロ）。人口は720人（2010年国勢調査）。ベーリング海とチュクチ海の境界であるデジニョフ岬の近くに位置する。ロシアのみならず、アジアで最も東に位置する村で、北アメリカに最も近いアジアの村でもある。
西半球に位置するが、日付変更線が東に寄っているため、標準時はロシアのカムチャツカ時間 (UTC+12) が適用されている。

## 村名
村名の由来については諸説ある。ひとつは、チュクチ語で「黒い溶けた一角」を意味する uvelen から来たという説である。これは、村の近くの小山が一年を通して黒いことに由来する。この小山は、かつては道しるべとされていた。
ふたつめの説は、地元に残る伝承に由来する。ウヴェレリン（Uvelel'yn, 汚らしいやつという意味）という男がいた。ウヴェレリンはみなしごで、ぼろをまとっていたため、村人からそう呼ばれていた。成長したウヴェレリンは、自分を馬鹿にしてきた村人たちに復讐を企てたが、それを恐れた村人たちに逆に殺されてしまった。しかし、みなしごを大事にしなければ将来また同じようなことが起こると考えた村人たちは、教訓としてウヴェレリンの名前を村の名前とした。
ウエレンと名付けられる以前、村は「地の果て」を意味するウリクと呼ばれていた。
ジョゼフ・ビリングスとサリチェフの1792年の探検記につけられた地図が、ウエレンの地名が確認できる最も古い記録である。

## 歴史
この付近には少なくとも2000年前から村落が存在していたことが、考古学的な調査から判明している。村人は、漁撈や海洋ほ乳類の狩りで暮らしていた。中心的な遺跡であるエクヴェン遺跡からは、ベーリング海峡を越えたアラスカとのつながりをうかがわせる史料が見つかっている。
ロシア革命前の1912年、ウエレンはチュコトカ地方におけるロシア帝国の行政の中心地で、ロシアとアメリカ大陸との重要な貿易港であった。人口はおよそ300人で、4つの村落に分かれていた。
ロシア革命後、チュコトカ地方初の貿易組合のひとつが置かれ、アメリカ大陸との貿易所も開設された。チュコトカ地方で初めての学校も、1916年に開校した。
20世紀前半には、ロシアの北極地方研究の最初の基地のひとつとなった。
1950年代、多くの先住民族の村が経済的効率の観点から廃村とされると、ラヴレンティヤ、ロリノ、インチョウンと並んで彼らの定住先のひとつとなった。ウエレンには、近くのデジニョヴォ村（デジニョフ岬と同じく、探検家セミョン・デジニョフの名に由来する）の住民が移り住んだ。デジニョヴォ村は19世紀後半から20世紀初頭にかけて、沿岸部の重要な貿易の中心地であったが、ソビエト当局から発展の余地がないと見なされ廃村となった。ウエレンでは彫刻の素養がある者が芸術学校を開き、ウエレンの文化の評価を全国的なものとし、ピョートル・ペンコックやステパン・エトゥギといった作家を輩出した。デジニェヴォ村に加えて、デジニョフ岬/ダイオミード諸島一帯から旧ナウカン村に移り住んだ住民の一部もウエレンは受け入れた。

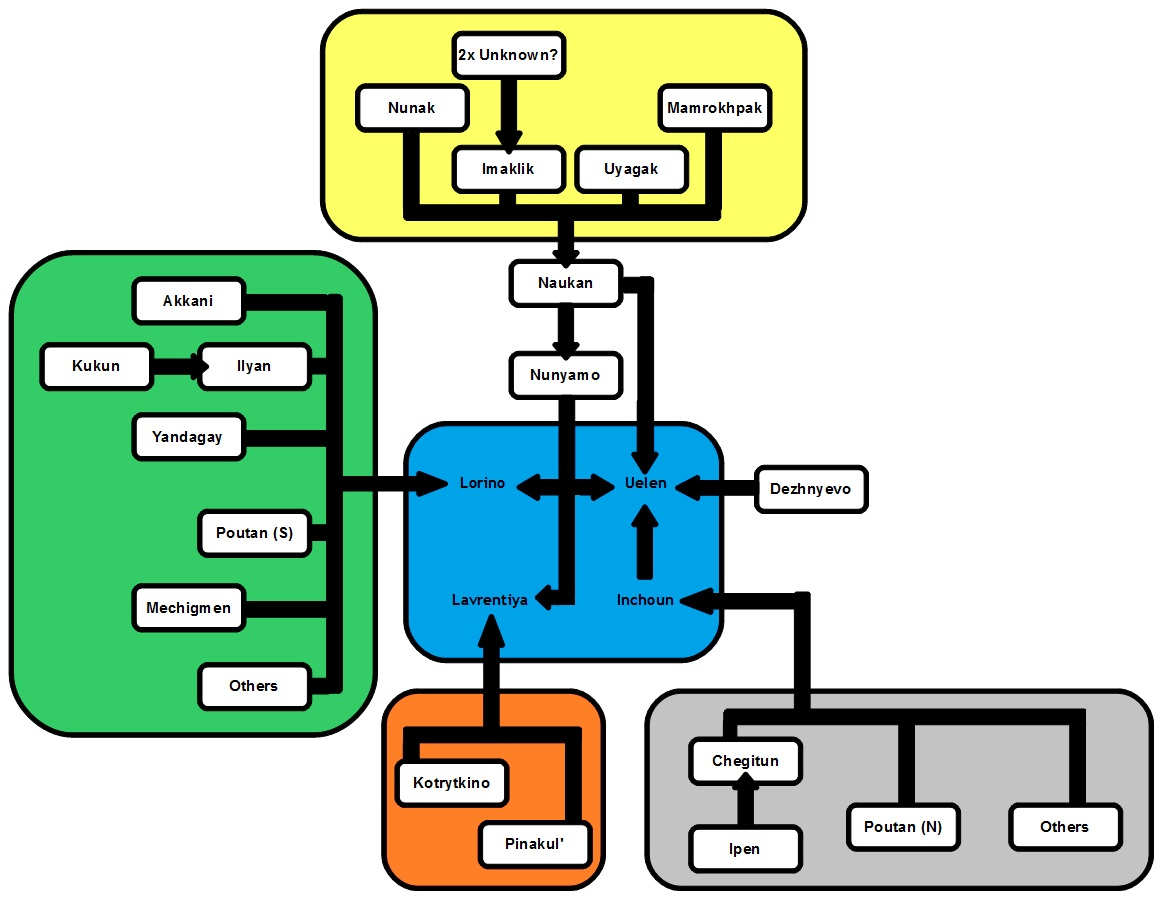
チュコツキー地区における先住民再定住政策の過程を図示したもの。ウエレン (Uelen) に多くの村落から先住民が集められたことがわかる。

## 人口統計
人口は740人（2010年国勢調査）で、うち男性368人、女性352人である。2003年時点では776人（チュクチ人595人、ユピック人72人など）であった。

## 文化
ウエレンは、セイウチの牙彫りで有名である。この地方の芸術の中心地として、先進的な作家を何人か輩出した。2004年にはスイスのベルンで展覧会が開催されたほか、第三回モスクワ・ロシア工芸博覧会の「ロシアの狩猟：伝統と現代性」部門で一等賞を受賞した。

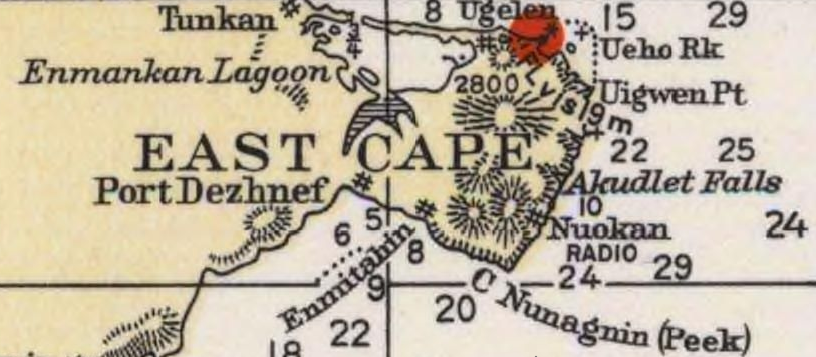
米国国立測地調査所 (USCGS) 発行の1937年の地図。デジニョフ岬は EAST CAPE 、ウエレンは Ugelen と表記されている。

作家のユーリ・リトヘウは、1930年にウエレンのわな猟師の家庭に生まれた。著書『極北の霧の夢』では、沖合で難破した外国人と、彼と打ち解けようと努めるチュクチの村人たちのすがたが描かれている。
ウエレンはまた、この地域における考古学調査のベース基地ともなっている。一帯では紀元前500年から紀元1000年ごろの捕鯨文化初期にあたる、300基以上の古墳が発見されている。これによって、当時のウエレンがこの地域における中心的な村落であっただけでなく、当時の人々がクジラやセイウチの狩りで命をつないでいたことがわかっている。セイウチの牙彫りも出土しており、サンクトペテルブルクのクンストカメラ（国立人類学・民族学博物館）に多くが収蔵されている。

## 交通
ウエレンには道路が通じておらず、地区の中心であるラヴレンティヤからは100キロメートル離れている。周辺の村落とは道路で結ばれている。

## 気候
ケッペンの気候区分ではツンドラ気候 (ET) に属する。極端な極地気候で、1月の平均最低気温は-22℃に達する。1月は平均気温も-19℃である。年間では2月が最も気温が低い。7月の平均気温は5.9℃、年間平均気温は-6.7℃である。冬は北風が吹くと極寒、南風が吹くと大雪となる。海沿いに位置するため、霧が出やすく、特に海氷が解ける時期には日照時間が極端に低くなる。観測史上最高気温は1960年7月16日の25.0℃、最低気温は1989年1月29日の-44.1℃である。
| ウエレンの気候                    | ウエレンの気候 | ウエレンの気候 | ウエレンの気候 | ウエレンの気候 | ウエレンの気候 | ウエレンの気候 | ウエレンの気候 | ウエレンの気候 | ウエレンの気候 | ウエレンの気候 | ウエレンの気候 | ウエレンの気候 | ウエレンの気候 |
| 月                                | 1月            | 2月            | 3月            | 4月            | 5月            | 6月            | 7月            | 8月            | 9月            | 10月           | 11月           | 12月           | 年             |
| --------------------------------- | -------------- | -------------- | -------------- | -------------- | -------------- | -------------- | -------------- | -------------- | -------------- | -------------- | -------------- | -------------- | -------------- |
| 最高気温記録 °C （°F）            | 6.1 (43)       | 5.6 (42.1)     | 3.9 (39)       | 8.9 (48)       | 10.8 (51.4)    | 22.1 (71.8)    | 25.0 (77)      | 22.0 (71.6)    | 16.3 (61.3)    | 14.0 (57.2)    | 9.0 (48.2)     | 10.0 (50)      | 25.0 (77)      |
| 平均最高気温 °C （°F）            | −16.5 (2.3)    | −16.0 (3.2)    | −15.0 (5)      | −8.6 (16.5)    | −0.3 (31.5)    | 6.2 (43.2)     | 10.3 (50.5)    | 9.3 (48.7)     | 5.9 (42.6)     | 1.6 (34.9)     | −3.6 (25.5)    | −11.7 (10.9)   | −3.2 (26.23)   |
| 日平均気温 °C （°F）              | −19.5 (−3.1)   | −19.2 (−2.6)   | −18.5 (−1.3)   | −11.8 (10.8)   | −2.5 (27.5)    | 3.3 (37.9)     | 7.1 (44.8)     | 6.9 (44.4)     | 4.2 (39.6)     | −0.1 (31.8)    | −6.0 (21.2)    | −14.3 (6.3)    | −5.87 (21.44)  |
| 平均最低気温 °C （°F）            | −22.6 (−8.7)   | −22.4 (−8.3)   | −21.9 (−7.4)   | −15.0 (5)      | −4.5 (23.9)    | 1.2 (34.2)     | 4.6 (40.3)     | 4.9 (40.8)     | 2.6 (36.7)     | −1.8 (28.8)    | −8.7 (16.3)    | −17.2 (1)      | −8.4 (16.88)   |
| 最低気温記録 °C （°F）            | −44.1 (−47.4)  | −43.2 (−45.8)  | −43.6 (−46.5)  | −36.1 (−33)    | −25.0 (−13)    | −10.0 (14)     | −1.5 (29.3)    | −2.2 (28)      | −7.8 (18)      | −22.0 (−7.6)   | −34.0 (−29.2)  | −41.1 (−42)    | −44.1 (−47.4)  |
| 降水量 mm （inch）                | 18.6 (0.732)   | 18.2 (0.717)   | 12.3 (0.484)   | 15.2 (0.598)   | 13.9 (0.547)   | 14.2 (0.559)   | 31.7 (1.248)   | 42.5 (1.673)   | 36.1 (1.421)   | 43.3 (1.705)   | 22.9 (0.902)   | 19.5 (0.768)   | 288.4 (11.354) |
| 平均降雨日数                      | 0.03           | 1              | 0.1            | 1              | 4              | 10             | 15             | 18             | 18             | 9              | 2              | 1              | 59.13          |
| 平均降雪日数                      | 16             | 15             | 18             | 14             | 16             | 5              | 1              | 1              | 7              | 21             | 23             | 18             | 155            |
| % 湿度                            | 82             | 80             | 81             | 83             | 88             | 89             | 89             | 90             | 88             | 86             | 84             | 84             | 85.3           |
| 平均月間日照時間                  | 3.1            | 62.1           | 161.2          | 186.0          | 148.8          | 204.0          | 201.5          | 117.8          | 66.0           | 24.8           | 15.0           | 0.0            | 1,190.3        |
| 出典1：Roshydromet                |                |                |                |                |                |                |                |                |                |                |                |                |                |
| 出典2：allmetsat.com （日照時間） |                |                |                |                |                |                |                |                |                |                |                |                |                |

## ギャラリー

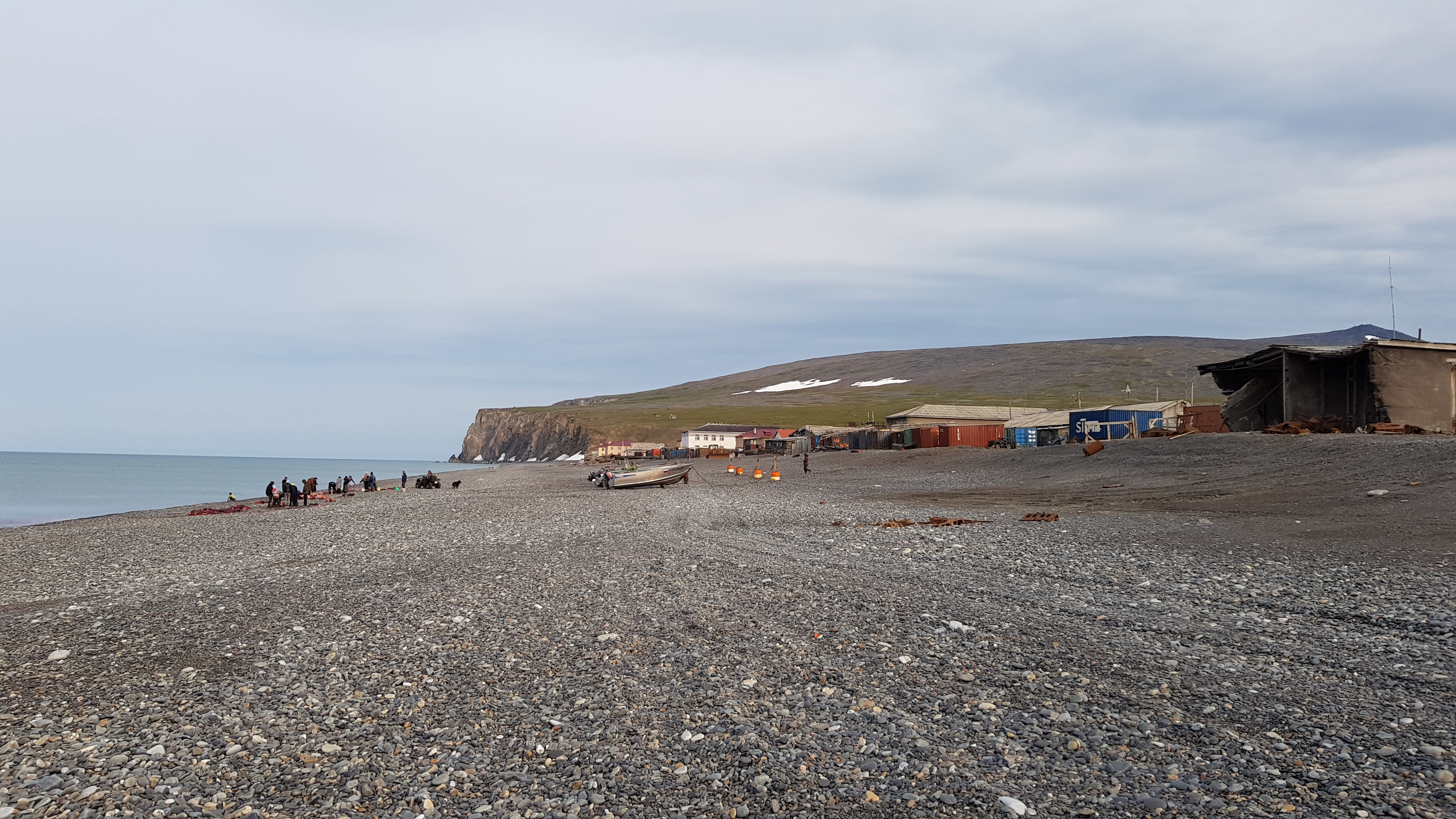
ウエレンの海岸（2018年8月）
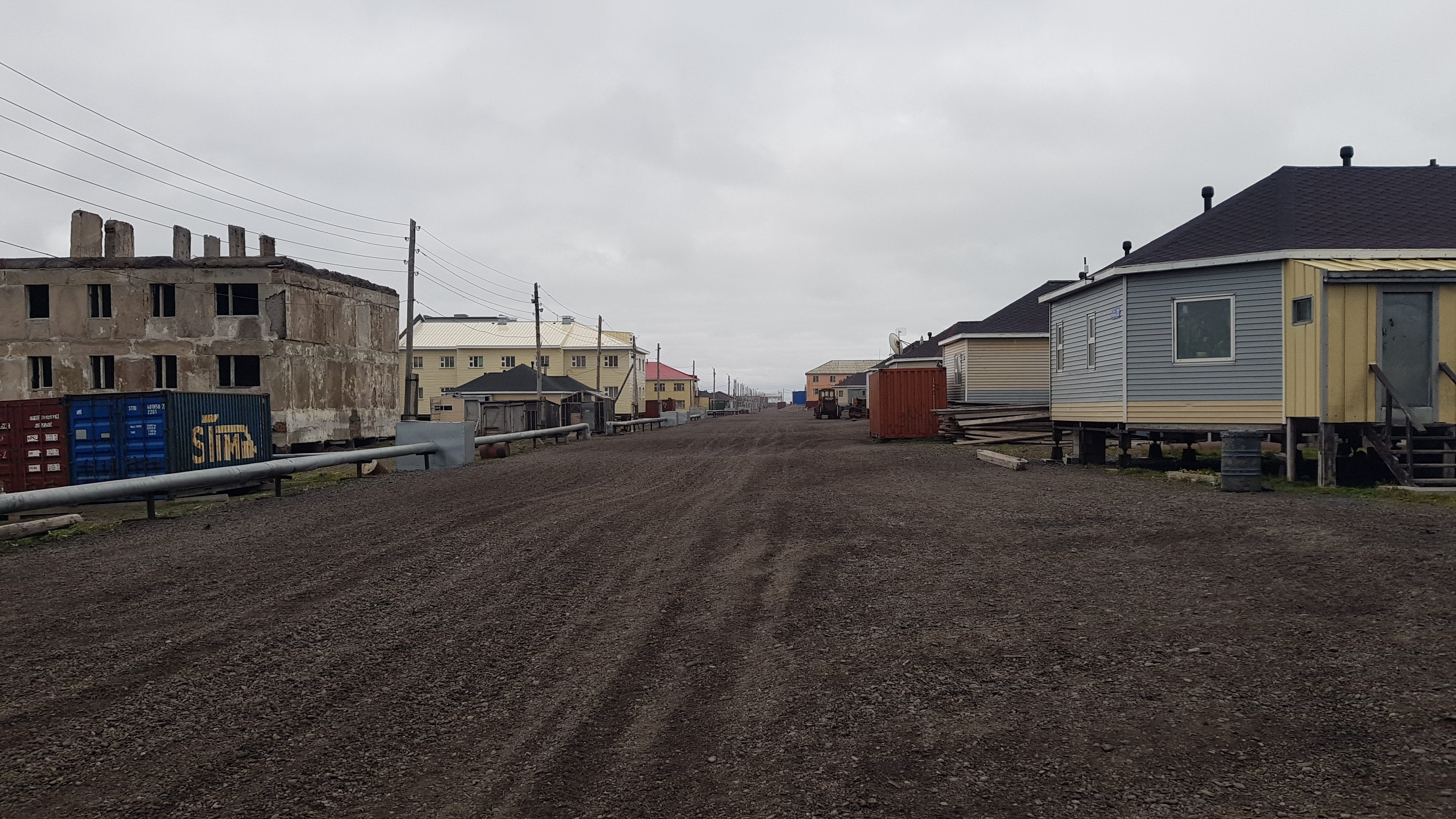
レーニン通り（2018年8月）
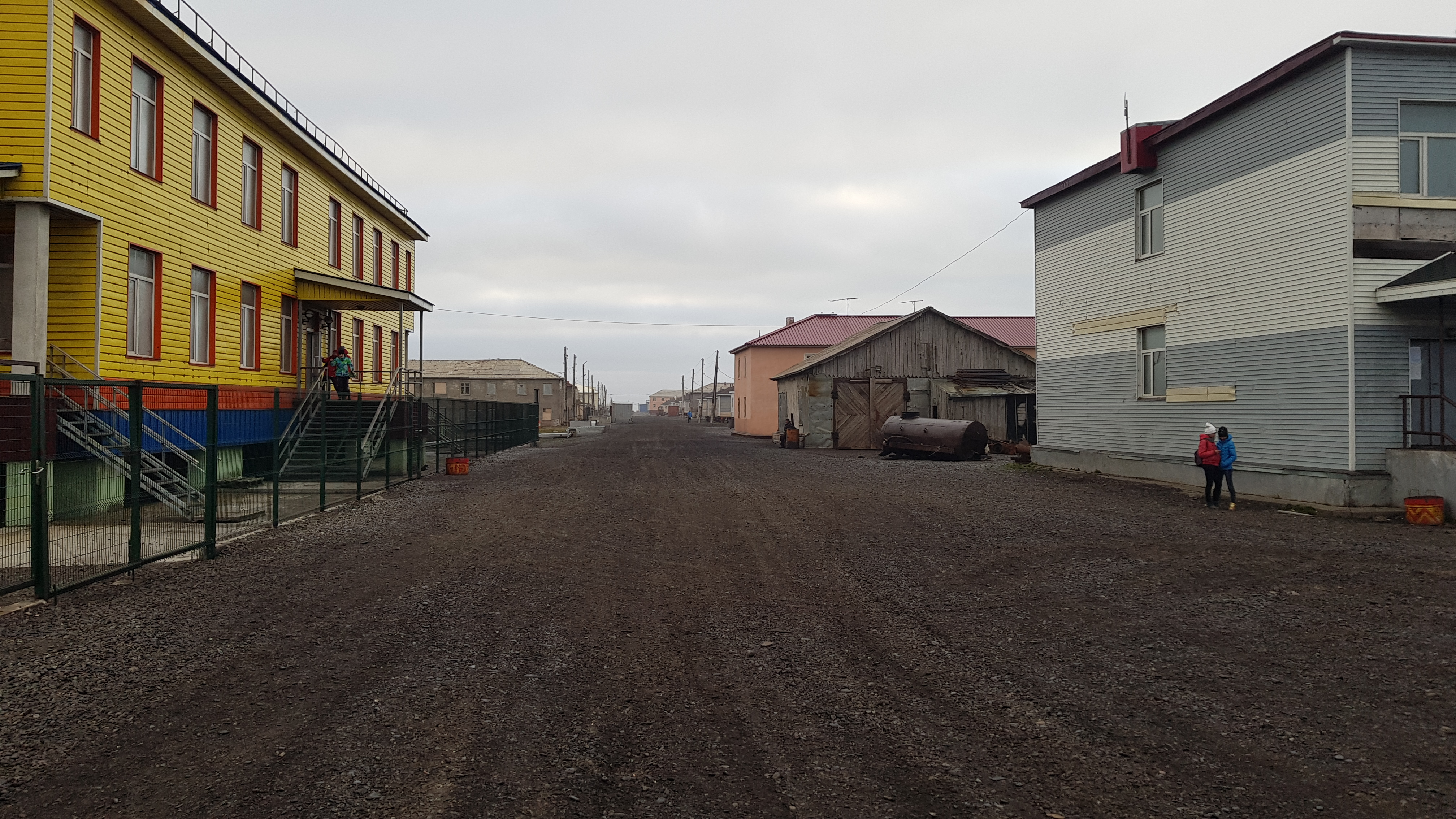
ウエレンの街並み（2018年8月）
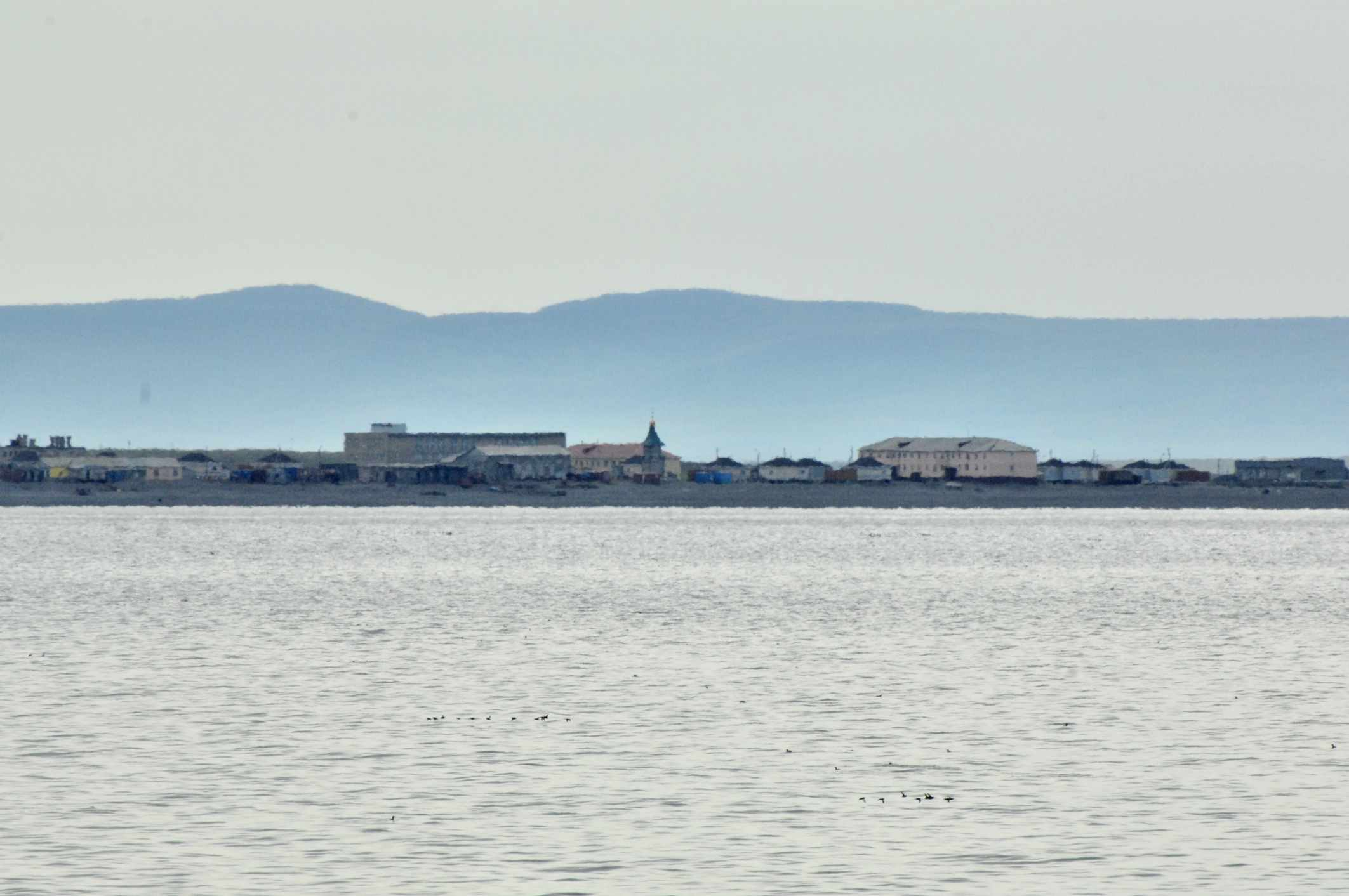
ウエレン（2013年）